# Cultura de Qujialing
La cultura de Qujialing (xinès tradicional: 屈家嶺文化, xinès simplificat: 屈家嶺文化, pinyin: Qūjiālǐng wénhuà) (3400-2600 aC) va ser una civilització neolítica centrada principalment al voltant de la regió mitjana del riu Iang-Tsé a Hubei i Hunan, Xina. La cultura va succeir la cultura de Daxi i va arribar al sud de Shaanxi, al nord de Jiangxi i al sud-oest de Henan. Els tipus d'artefactes exclusius de la cultura inclouen boles de ceràmica i verticils de cargol pintats; el posterior va ser heretat per la successiva cultura Shijiahe.
L'assentament de Qujialing es va descobrir al comtat de Jingshan, Hubei, Xina. El jaciment va ser excavat del 1955 al 1957 i es van descobrir restes de gallines, gossos, porcs i ovelles. Les restes de peixos es van descobrir en deu fosses d'emmagatzematge. També es va trobar ceràmica de closca d'ou i trípodes. Al jaciment es van poder localitzar els murs de l'assentament, sistemes d'aigua fets pels humans, grans edificis amb pati i llocs residencials.
Molts dels artefactes de la cultura es troben al Museu Provincial de Hubei.

## Cultura material
L'assentament de Qujialing, que ocupa una superfície d'uns 400.000 metres quadrats, es remunta al moment més tardà del Neolític. La superfície de les ruïnes fa 350 metres de llarg i 320 d'amplada. La majoria de les parts de les ruïnes es troben en bon estat. Entre les restes culturals s'hi troben cases antigues, fosses d'emmagatzematge i sepulcres, com també la ceràmica pintada que es desenterra en aquests indrets. Les arqueòlogues també van trobar moltes eines de producció i palla d'arròs, cosa que indicava el desenvolupament de l'agricultura en aquest període. El desenvolupament de l'agricultura i el culte a Taozu indiquen que l'assentament de Qujialing va entrar a la societat patrilineal del clan. La cultura de Qujialing rep el nom d'aquest assentament.

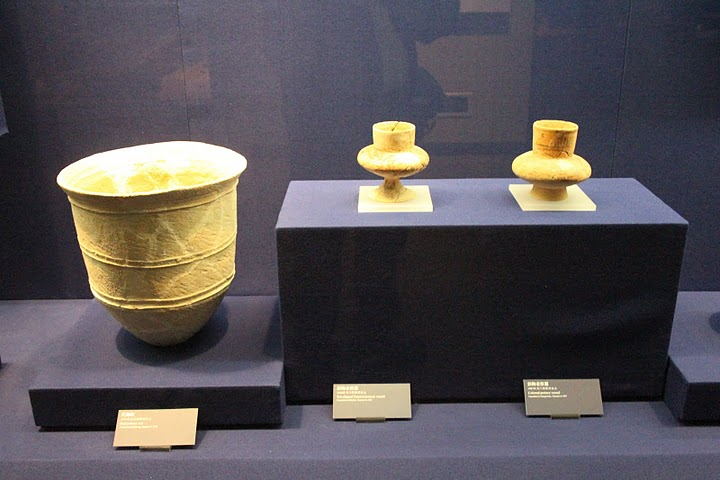
Ceràmica de la cultura Qujialing, exposada al Museu Provincial de Hubei.
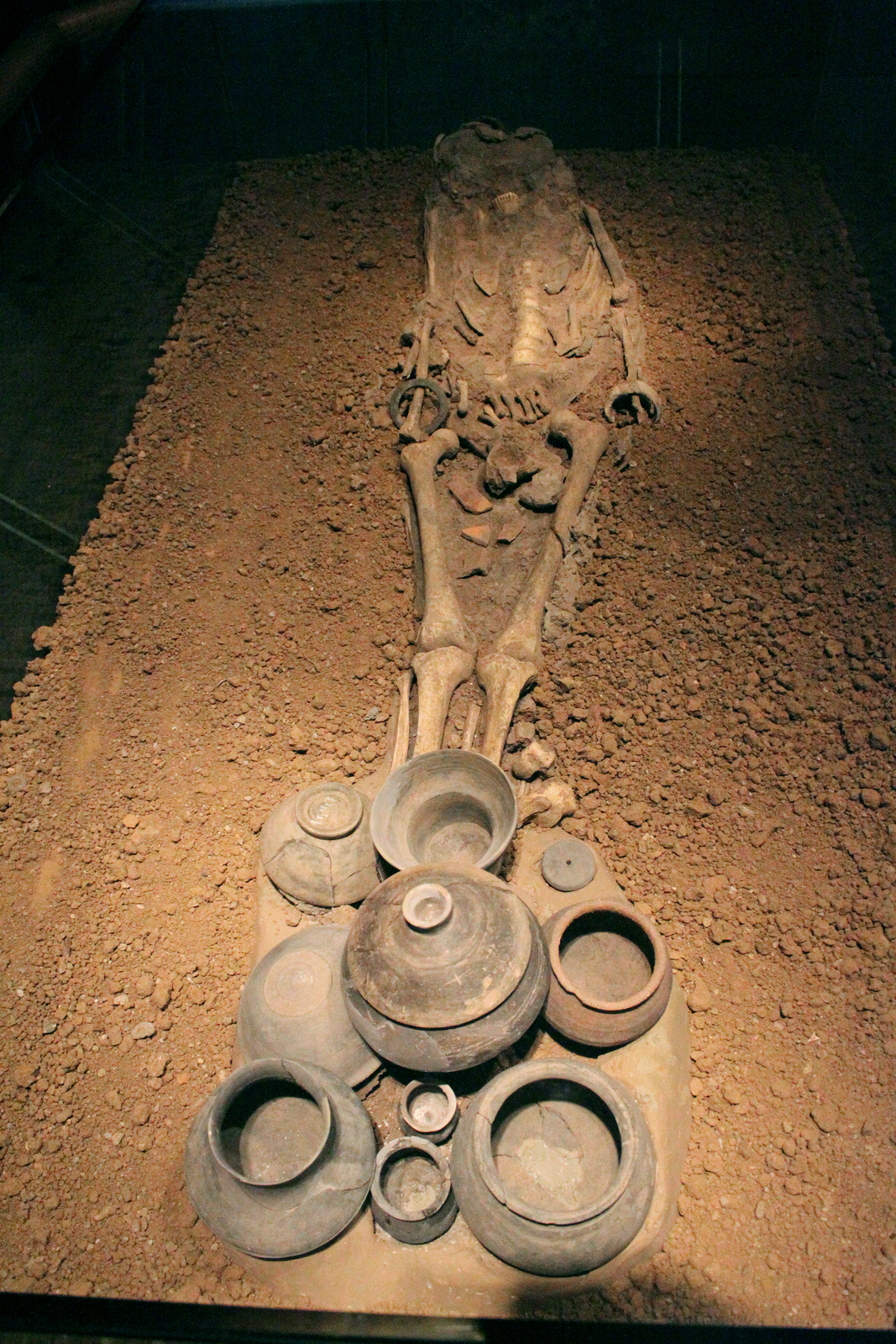
Esquelet i vaixelles funeraris de la cultura de Qujialing, desenterrats a Luoshishan, Huanggang. Es troben exposats al Museu Provincial de Hubei, Wuhan, dins l'exposició Paleolític, Neolític i Shang.
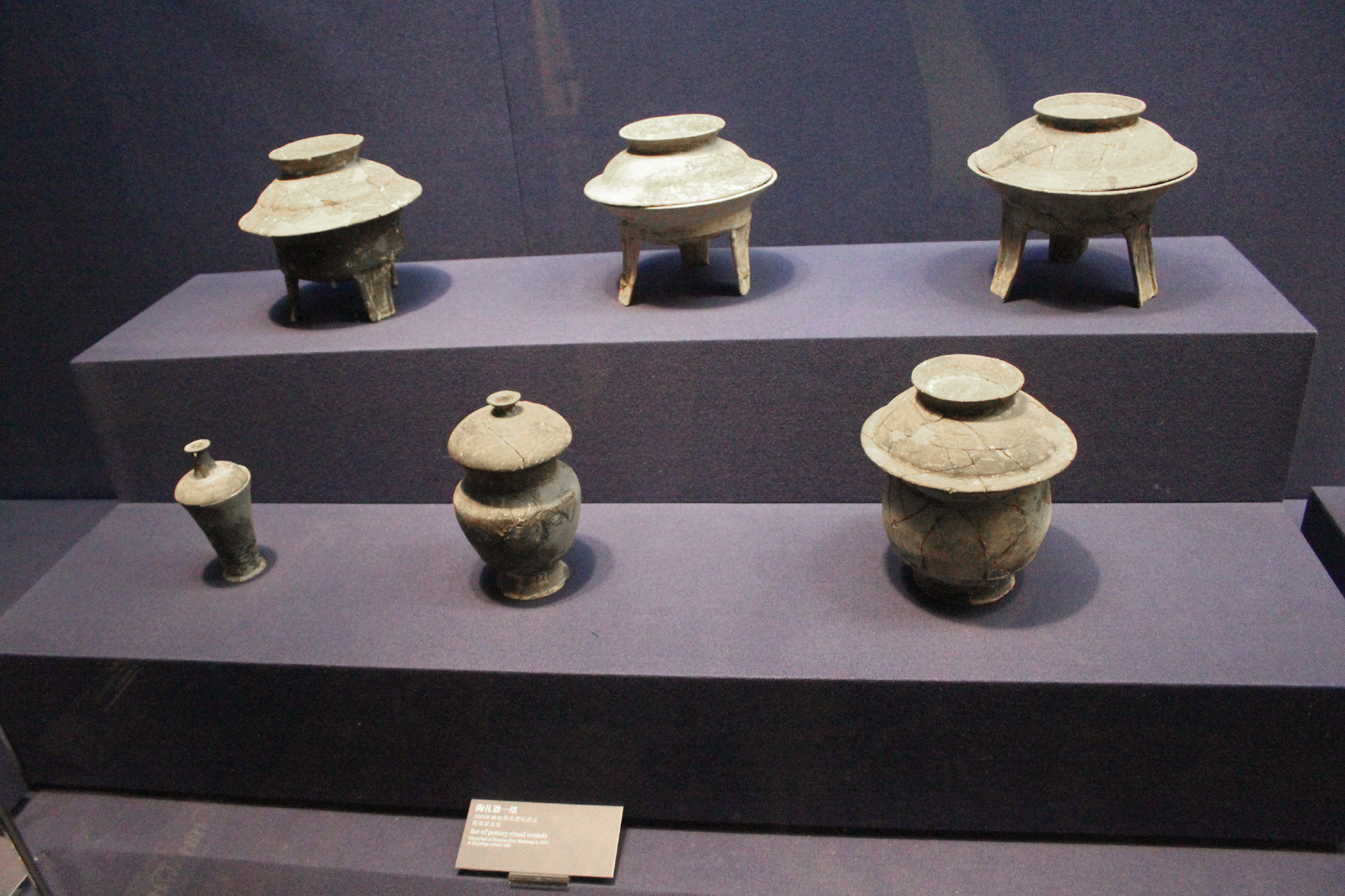
Conjunt de vasos rituals de ceràmica de la cultura de Qujialing, exposats al Museu Provincial de Hubei, Wuhan, dins l'exposició Paleolític, Neolític i Shang.

## Datacions
L'absència de material adequat per a la datació per radiocarboni en aquesta regió dificulta la sincronització dels assentaments similars. S'han aplicat tècniques de luminiscència estimulada òpticament (OSL-SAR) i termoluminescència (TL-SAR) per datar els jaciments arqueològics i naturals de Qujialing amb l'edat ja coneguda, provant les tècniques en mostres de jaciments arqueològics d'aquesta regió. Els resultats van mostrar que les propietats de luminiscència del quars a partir de mostres de sediment i de terra cuita són molt similars. Les edats de quars OSL obtingudes per a una mostra de sediment i una mostra de terra cuita de la capa cultural són de 5,4 ±0,3 i 5,1 ±0,3 milions d'anys, respectivament. L'edat de quars TL de la mostra de terra cuita és de 5,6 ±0,5 milions d'anys. Aquestes dates són consistents amb les edats calibrades del radiocarboni (4,9 ±0,1 i 5,1 ±0,1 milions d'anys cal BP (± 1σ)) de les dues mostres de carbó vegetal de la capa cultural d'una localitat propera, i també concorden amb el periode de la cultura de Qujialing. Els resultats indiquen que les tècniques de datació OSL es poden aplicar fins a data de jaciments arqueològics similars a la zona mitjana del riu Iang-Tsé, Xina.